# SF Aligse
Der SF Aligse (vollständiger Name Sportfreunde Aligse von 1930 e.V.) ist ein Sportverein aus Aligse, dessen erste Volleyball-Damenmannschaft in der Zweiten Bundesliga spielt. Der Verein wurde 1930 mit 21 Mitgliedern gegründet und hat heute die Sparten Fußball, Tennis, Turnen und Volleyball.

## Volleyball
Die erfolgreichste Mannschaft der SF Aligse ist die 1. Damenmannschaft. Als Amateurmannschaft spielt sie seit 2018 in der 2. Bundesliga Nord. Darüber hinaus gibt es zwei weitere Männer-, fünf Frauen-, zwei Hobby- sowie mehrere Jugendmannschaften.

## Spielstätte
Der SF Aligse trainiert und spielt im Aue-Stadion (Fußball) sowie in der Sporthalle Aligse (Volleyball, Turnen, sowie Fußball in den Wintermonaten). Die Volleyballer spielen auch in diversen Hallen in Lehrte, vor allem der Halle Schlesische Straße, die 680 Zuschauer fasst. Diese war ursprünglich als normale Turn- und Sporthalle ausgelegt und wurde in der Sommerpause 2015 mit einem farbig unterlegten Volleyballfeld ausgestattet.